# Eric Lecaros
Eric Omar Lecaros Silva (1 de febrero de 1966) es un exfutbolista profesional chileno. Jugaba en la posición de mediocampista y delantero.

## Trayectoria
Debuta con la Universidad de Chile en 1984, quedándose en el club hasta el fin de la temporada 1987. Al año siguiente, ficha por el recién ascendido Deportes Valdivia, manteniéndose dos años en el Torreón, logrando transformarse en el goleador de la Copa Chile 1989, más el conjunto valdiviano no logró salvarse del descenso en 1989.
En 1990 firma por Lozapenco, donde estuvo un solo semestre, puesto que el equipo se desmanteló tras conocerse el millonario fraude tributario al fisco en que se vio involucrado el dueño del club, el empresario Feliciano Palma, acusado de exportar sanitarios y palos de escoba a precios muy superiores al valor real y de operaciones ilegales del cobro de IVA. Debido a esto, los millonarios recursos con los cuales se financiaba el club de un día para otro se descontinuaron, por lo que Lecaros firmó por O'Higgins para afrontar el Torneo de 1990.
Tras una temporada en Deportes La Serena, fichó por Deportes Antofagasta, siendo recordado por el golazo que le anotó a Colo-Colo en el Estadio Monumental, en donde con un tiro de mitad de cancha batió al portero albo Daniel Morón.
Tras defender en 1994 a Palestino, en donde se salvó del descenso en la última fecha del Torneo de 1994, vuelve a Deportes La Serena, que al final de 1995 termina descendiendo a Segunda División.
Tras pasar por Cobreloa, Lecaros firma por Deportes Puerto Montt, club en donde se termina retirando en 2001, salvo un paso por Deportes Concepción en 1999, en donde llega a semifinales de la Copa Conmebol 1999.
Tras su retiro, forma parte de la Corporación de exjugadores de la U Más Allá del Horizonte, defendiendo al equipo histórico de los Azules.
Su sobrino Felipe también es futbolista profesional.

## Clubes
| Club                  | País  | Año       |
| --------------------- | ----- | --------- |
| Universidad de Chile  | Chile | 1984-1985 |
| Audax Italiano        | Chile | 1986      |
| Universidad de Chile  | Chile | 1987      |
| Deportes Valdivia     | Chile | 1988-1989 |
| Lozapenco             | Chile | 1990      |
| O'Higgins             | Chile | 1990      |
| Deportes La Serena    | Chile | 1991      |
| O'Higgins             | Chile | 1992      |
| Deportes Antofagasta  | Chile | 1992-1993 |
| Palestino             | Chile | 1994      |
| Deportes La Serena    | Chile | 1995      |
| Cobreloa              | Chile | 1996      |
| Deportes Puerto Montt | Chile | 1997-1998 |
| Deportes Concepción   | Chile | 1999      |
| Deportes Puerto Montt | Chile | 2000-2001 |

## Palmarés

### Distinciones individuales
| Distinción                | Año  |
| ------------------------- | ---- |
| Goleador de la Copa Chile | 1989 |